# Emil Theodor Kocher
Bản mẫu:Infobox Medical Person

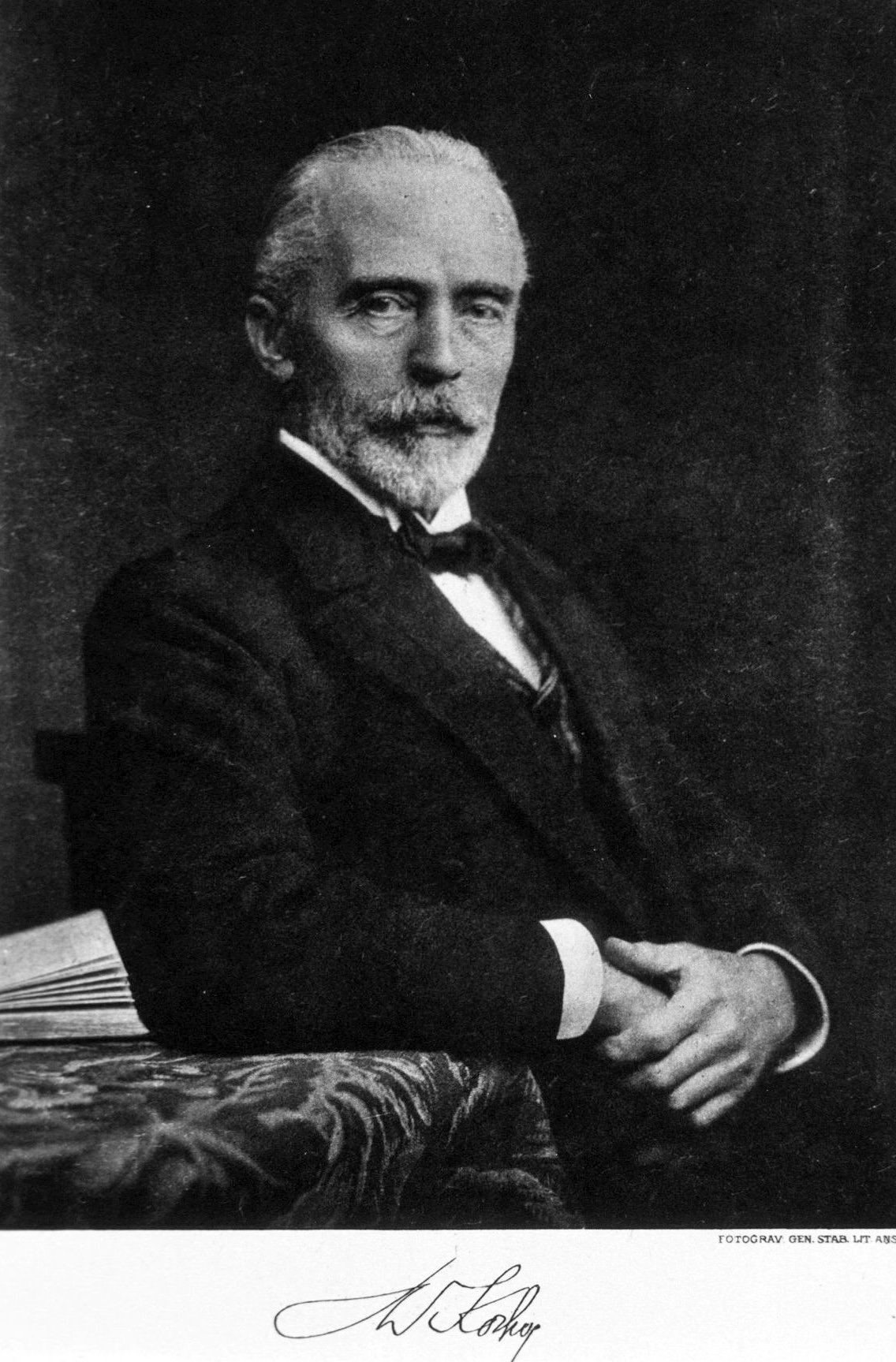
Emil Theodor Kocher

Emil Theodor Kocher (25.8.1841 – 27.7.1917) là một thầy thuốc, một nhà nghiên cứu y học người Thụy Sĩ, đã đoạt giải Nobel Sinh lý và Y khoa năm 1909 cho công trình nghiên cứu trong sinh lý học, bệnh lý học và giải phẫu tuyến giáp.
Kocher sinh tại Bern, Thụy Sĩ. Ông học ở Zürich, Berlin, London và Viên. Ông đậu bằng tiến sĩ ở Bern năm 1865. Năm 1872, ông kế vị Georg Albert Lücke làm giáo sư khoa giải phẫu và làm giám đốc Khoa giải phẫu ở Bệnh viện Đại học Bern (Inselspital).
Ngoài lãnh vực chuyên môn là tuyến giáp, ông cũng đã xuất bản nhiều tác phẩm về các đề tài y học khác, trong đó có Sự cầm máu (hemostasis), các điều trị khử trùng, các bệnh nhiễm trùng do phẫu thuật, các vết thương do súng đạn, viêm xương tủy cấp tính (acute osteomyelitis), lý thuyết về chứng thoát vị bị nghẹt (strangulated hernia), và giải phẫu khoang bụng. Các ý tưởng mới của ông về tuyến giáp ban đầu đã gây ra tranh cãi, nhưng việc điều trị bướu giáp thành công của ông – mà thời đó tỷ lệ tử vong không ngừng tăng cao – đã sớm được thừa nhận.
Năm 1909, ông đoạt giải Nobel Sinh lý và Y khoa. Số tiền giải thưởng này ông dùng để thành lập Viện Kocher ở Bern.
Có nhiều dụng cụ và kỹ thuật giải phẫu mang tên ông (chẳng hạn thủ thuật Kocher (Kocher manoeuvre)) cũng như Hội chứng Kocher-Debre-Semelaigne (Kocher-Debre-Semelaigne syndrome).